# Calvaire du XVIIe siècle à Plounérin
Le calvaire du XVIIe siècle est situé à Plounérin en France.

## Localisation
Le calvaire est situé sur la commune de Plounérin, rue de l'Église, dans le département des Côtes-d'Armor en région Bretagne.

## Description
La base du calvaire et son socle datent du XVIIe siècle, la croix de mission date du XIXe siècle.
La croix de mission, dite « la chaire de Plounérin », a été érigée en 1861 par Stéphanie de Quelen en mémoire de son mari défunt, le vicomte Le Corgne. C'est une chaire octogonale ajourée sur sept côtés de baies en plein cintre à balustres, surmontée d'un calvaire avec un long fût au sommet duquel se trouve un Christ en croix.

## Historique
Le calvaire est inscrit partiellement au titre des monuments historiques par arrêté du 31 mars 1926.